# Nationale Frauen-Fußball-Meisterschaft 2011
Die Nationale Frauen-Fußball-Meisterschaft 2011 war die 8. Austragung des Fußball-Pokalwettbewerbs für südkoreanische Vereinsmannschaften der Frauen.
Das Pokalturnier fand zwischen den 16. Juli und dem 24. Juli 2011 statt. Die Spiele wurden in Habcheon, im Habcheon-Gongseol-Stadion ausgetragen.

## Teilnehmende Mannschaften
Am Pokalturnier nahmen die WK-League-Mannschaften teil. Außerdem dürften auch Mannschaften, die sich angemeldet haben, mit am Pokalturnier teilnehmen.
| WK-League die 8 Vereine der WK-League 2011 |
| - Chungbuk Sportstoto - Jeonbuk KSPO WFC - Goyang Daekyo Noonnoppi WFC - Incheon Hyundai Steel Red Angels - Seoul Amazones - Suwon FMC WFC - Busan Sangmu WFC - Chungnam Ilhwa Chunma WFC |

## Gruppenphase

### Gruppe A
| Pl. | Verein                           | Sp. | S | U | N | Tore    | Diff. | Punkte |
| --- | -------------------------------- | --- | - | - | - | ------- | ----- | ------ |
| 1.  | Chungnam Ilhwa Chunma WFC        | 3   | 2 | 1 | 0 | 006:200 | +4    | 07     |
| 2.  | Incheon Hyundai Steel Red Angels | 3   | 1 | 2 | 0 | 006:300 | +3    | 05     |
| 3.  | Jeonbuk KSPO WFC                 | 3   | 1 | 0 | 2 | 001:600 | −5    | 03     |
| 4.  | Chungbuk Sportstoto              | 3   | 0 | 1 | 2 | 001:300 | −2    | 01     |

| 16. Juli 2011                    |     |                                  |
| Jeonbuk KSPO WFC                 | 0:3 | Incheon Hyundai Steel Red Angels |
| 16. Juli 2011                    |     |                                  |
| Chungnam Ilhwa Chunma WFC        | 1:0 | Chungbuk Sportstoto              |
| 18. Juli 2011                    |     |                                  |
| Chungnam Ilhwa Chunma WFC        | 3:0 | Jeonbuk KSPO WFC                 |
| 18. Juli 2011                    |     |                                  |
| Chungbuk Sportstoto              | 1:1 | Incheon Hyundai Steel Red Angels |
| 20. Juli 2011                    |     |                                  |
| Incheon Hyundai Steel Red Angels | 2:2 | Chungnam Ilhwa Chunma WFC        |
| 20. Juli 2011                    |     |                                  |
| Jeonbuk KSPO WFC                 | 1:0 | Chungbuk Sportstoto              |

### Gruppe B
| Pl. | Verein                      | Sp. | S | U | N | Tore    | Diff. | Punkte |
| --- | --------------------------- | --- | - | - | - | ------- | ----- | ------ |
| 1.  | Goyang Daekyo Noonnoppi WFC | 3   | 2 | 1 | 0 | 008:200 | +6    | 07     |
| 2.  | Suwon FMC WFC               | 3   | 2 | 0 | 1 | 004:500 | −1    | 06     |
| 3.  | Busan Sangmu WFC            | 3   | 0 | 2 | 1 | 005:600 | −1    | 02     |
| 4.  | Seoul Amazones              | 3   | 0 | 1 | 2 | 002:600 | −4    | 01     |

| 16. Juli 2011               |     |                             |
| Seoul Amazones              | 2:2 | Busan Sangmu WFC            |
| 16. Juli 2011               |     |                             |
| Suwon FMC WFC               | 0:4 | Goyang Daekyo Noonnoppi WFC |
| 18. Juli 2011               |     |                             |
| Suwon FMC WFC               | 2:0 | Seoul Amazones              |
| 18. Juli 2011               |     |                             |
| Goyang Daekyo Noonnoppi WFC | 2:2 | Busan Sangmu WFC            |
| 20. Juli 2011               |     |                             |
| Busan Sangmu WFC            | 1:2 | Suwon FMC WFC               |
| 20. Juli 2011               |     |                             |
| Seoul Amazones              | 0:2 | Goyang Daekyo Noonnoppi WFC |

## K.O.-Runde

### Halbfinale
Das Halbfinale fand am 22. Juli 2011 im Habcheon-Gongseol-Stadion statt.
|                             | Ergebnis |                             |
| --------------------------- | -------- | --------------------------- |
| Chungnam Ilhwa Chunma WFC   | 3:2      | Suwon FMC WFC               |
| Goyang Daekyo Noonnoppi WFC | 1:3      | Goyang Daekyo Noonnoppi WFC |

### Finale
Das Finale fand am 24. Juli 2011 im Habcheon-Gongseol-Stadion statt.
|                           | Ergebnis |                                  |
| ------------------------- | -------- | -------------------------------- |
| Chungnam Ilhwa Chunma WFC | 1:0      | Incheon Hyundai Steel Red Angels |